# Erlebnisraum Römerstraße Köln–Trier

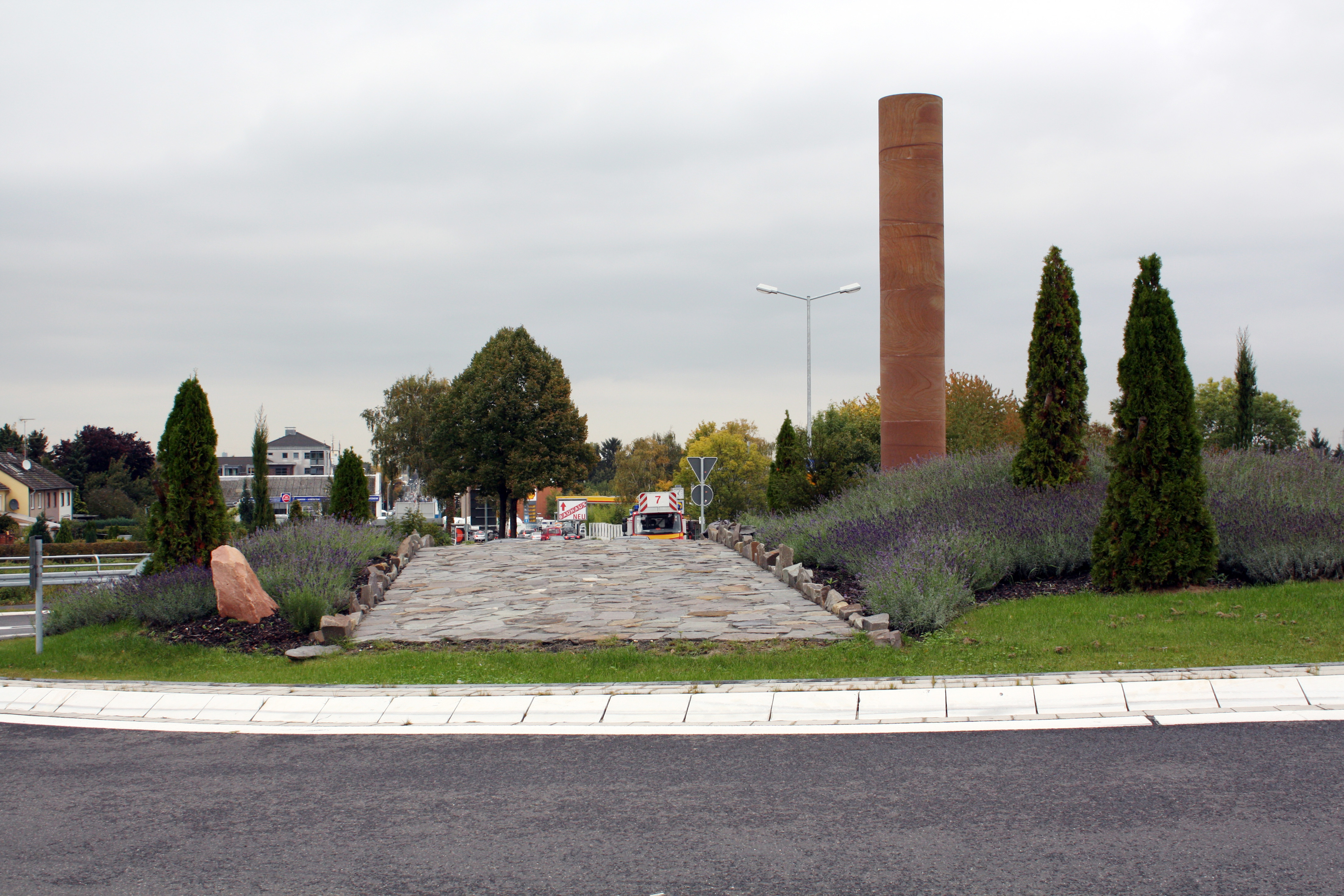
Stele als nachempfundener Leugenstein und „römisches Pflaster“ auf 2 Kreisverkehrsplätzen an der Luxemburger Straße (Römerstraße) in Hürth

Erlebnisraum Römerstraße Köln–Trier ist ein Projekt im Rahmen der Regionale 2010, dessen Ziel es ist, die Römerstraße Trier–Köln als Agrippa-Straße Köln–Trier mehr ins Bewusstsein der Öffentlichkeit zu bringen und touristisch zu vermarkten.

## Zielsetzung

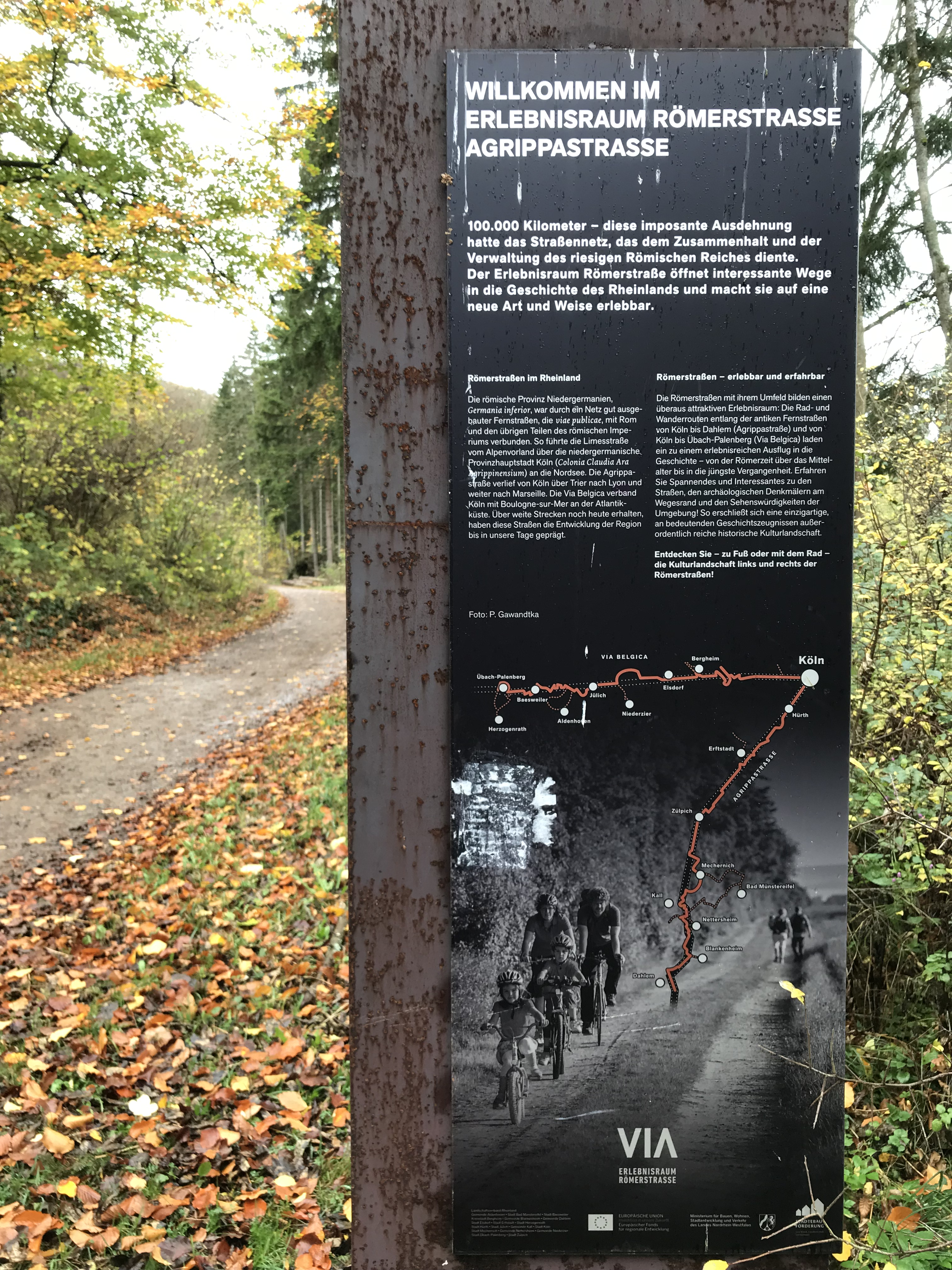
Infotafel Römerstraße Agrippastrasse von VIA Erlebnisraum Römerstraße

Am Projekt beteiligt sind die an der Römerstraße anliegenden Gemeinden in Nordrhein-Westfalen, die Gemeinden der ILEK-Region Kalkeifel sowie der Landschaftsverband Rheinland (LVR). Eine Kooperation mit den Straße-der-Römer-Kommunen in Rheinland-Pfalz wird angestrebt. Eine Verknüpfung mit anderen Projekten der Regionale, Regio:grün, ist naheliegend. Federführend für den beplanten Abschnitt bis Schmidtheim (Gemeinde Dahlem) ist die Stadt Erftstadt. Am 23. Januar 2007 haben die am Projekt beteiligten Kommunen die Erftstädter Erklärung verfasst, die umfangreichste Kooperation verabredet. Dieser Erklärung haben sich viele Kommunen auch der ebenfalls von Köln ausgehenden Via Belgica grenzüberschreitend angeschlossen.
Dabei soll die Römische Staatsstraße (via publica), die von der Hauptstadt der römischen Provinz Niedergermanien, der Colonia Claudia Ara Agrippinensium (Köln), zur Augustusstadt im Land der Treverer, Augusta Treverorum (Trier) führte und in Teilen noch gut in der Kulturlandschaft erkennbar ist, unter dem Markennamen Agrippa-Straße Köln–Trier weiter touristisch erschlossen und, dort, wo sie in einzelnen Abschnitten untergegangen ist, wieder sichtbar gemacht werden. Durch entsprechende Fördermittel und Unterstützung der beteiligten und betroffenen Kommunen hat die Erforschung der Altstraße einen gehörigen Schub erhalten. So konnte durch Prospektionen auf einem bis zu 250 Meter breiten Korridor entlang der Straße nachgewiesen werden, dass sich mindestens alle drei bis vier Kilometer, in dichter besiedelten Gegenden oft sogar nur im Abstand von wenigen hundert Metern, unmittelbar an der Straße Fundplätze unterschiedlichen Umfangs von vici (Ansiedlungen), mansiones (Herbergen) und Pferdewechselstationen (mutationes), stationes beneficiarium (Militärische Straßenposten) und religiösen Weihebezirken befinden. Erst recht gilt dies für Straßenkreuzungen, -verzweigungen und Flussübergänge. Zuständig für die wissenschaftlich archäologische Begleitung des Projekts ist die Rheinische Bodendenkmalpflege in Bonn.

## Agrippastraßen
Unter Agrippa-Straße versteht man heute die unter Marcus Vipsanius Agrippa, dem römischen Feldherrn und Schwiegersohn des Augustus als Statthalter Galliens, dort von Lugdunum (Lyon) aus gebauten vier Heerstraßen. Dies sind nach dem antiken Geographen Strabon: Eine [...] nach Aquitanien, eine zum Rhein und drittens die zum Ozean bei den Bellovakern und Ambianern [ Amiens ], die vierte ist die ins narbonitische und zu der massaliotischen Küste [ Marseille ].

## Verlauf

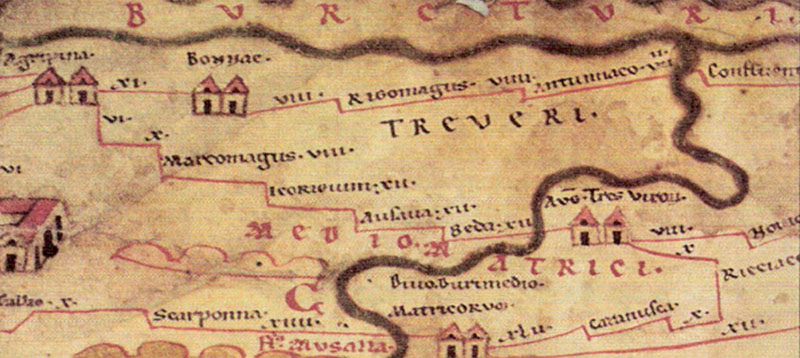
Ausschnitt Tabula Peutingeriana

Anfang der Straße auf der Tranchot-Karte von 1807

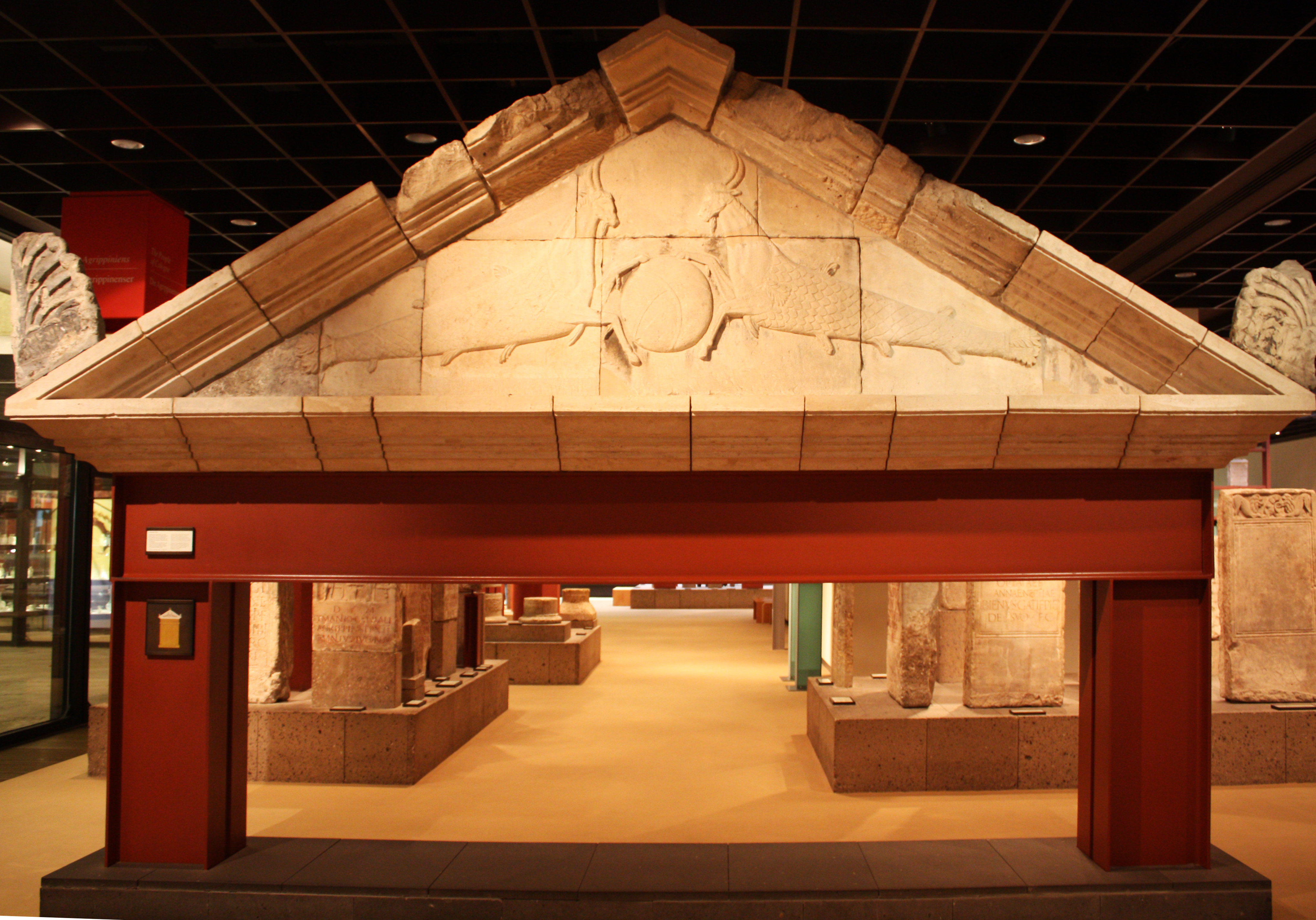
Auch in Köln ließen sich die Römer an den Hauptstraßen begraben (Grabgiebel jetzt im Römisch-Germanischen Museum)

Die Straße wurde im Allgemeinen streng geradlinig auf das Haupt-Ziel zu geführt und nur, wenn größere Bachläufe oder große Steigungen/Gefälle es nicht mehr erlaubten, in stumpfen Winkeln geknickt oder gar an den Hang angepasst, um baldmöglichst wieder in die Haupt-Richtung einzuschwenken. Der Verlauf ist in historischen Quellen überliefert: Die lateinischen Ortsnamen stehen in Itineraren, der Tabula Peutingeriana, in dem auch die Straße grob eingezeichnet ist, und im Itinerarium Antonini (mit der Streckenvariante über Billig (Belgica vicus) nach Wesseling). In Karten aus dem 19. Jahrhundert, wie der Topographische Aufnahme der Rheinlande von Jean Joseph Tranchot oder den älteren amtlichen Topografischen Karten ab der Preußischen Uraufnahme ist der Verlauf noch deutlicher erkennbar als heute und oft sogar als Römerstraße eingetragen. Auch der erste moderne Ausbau der Straße 1852–1856 nach preußischer Kabinettsorder aus Regierungsmitteln folgte der römischen Trasse, wo dies möglich oder opportun war. Auf digitalen Karten- und Luftbildwerken, wie Google Earth, die über die Koordinatenangaben in den Ortsartikeln erreichbar sind, kann der Verlauf meist recht gut verfolgt werden. Auch die auf die historische Straße bezogenen Straßennamen in der Hybridversion von Google Earth sind dabei eine Hilfe.
- Der Verlauf fällt an ihrem Anfang in Köln (ab Luxemburger Straße / Kölner Ringe) und Hürth (Efferen, Hermülheim, Naherholungsgebiet Hürtherberg) bis Zülpich zusammen mit der späteren Zülpicher oder Trierer Chaussee, der heutigen Luxemburger Straße, der Bundesstraße 265. Im Gebiet des Rheinischen Braunkohlereviers zwischen Hürth und Liblar ist sie noch als Linie der einst durch die Straße begrenzten Abbaufelder in der Rekultivierung sichtbar. Eine Visualisierung dort ist möglich, ein Begehen der ehemaligen Trasse aber vorerst nicht. Kurz hinter Liblar begegnet die neue B 265, die als Umgehungsstraße Liblar westlich umfährt, wieder der alten Trasse.

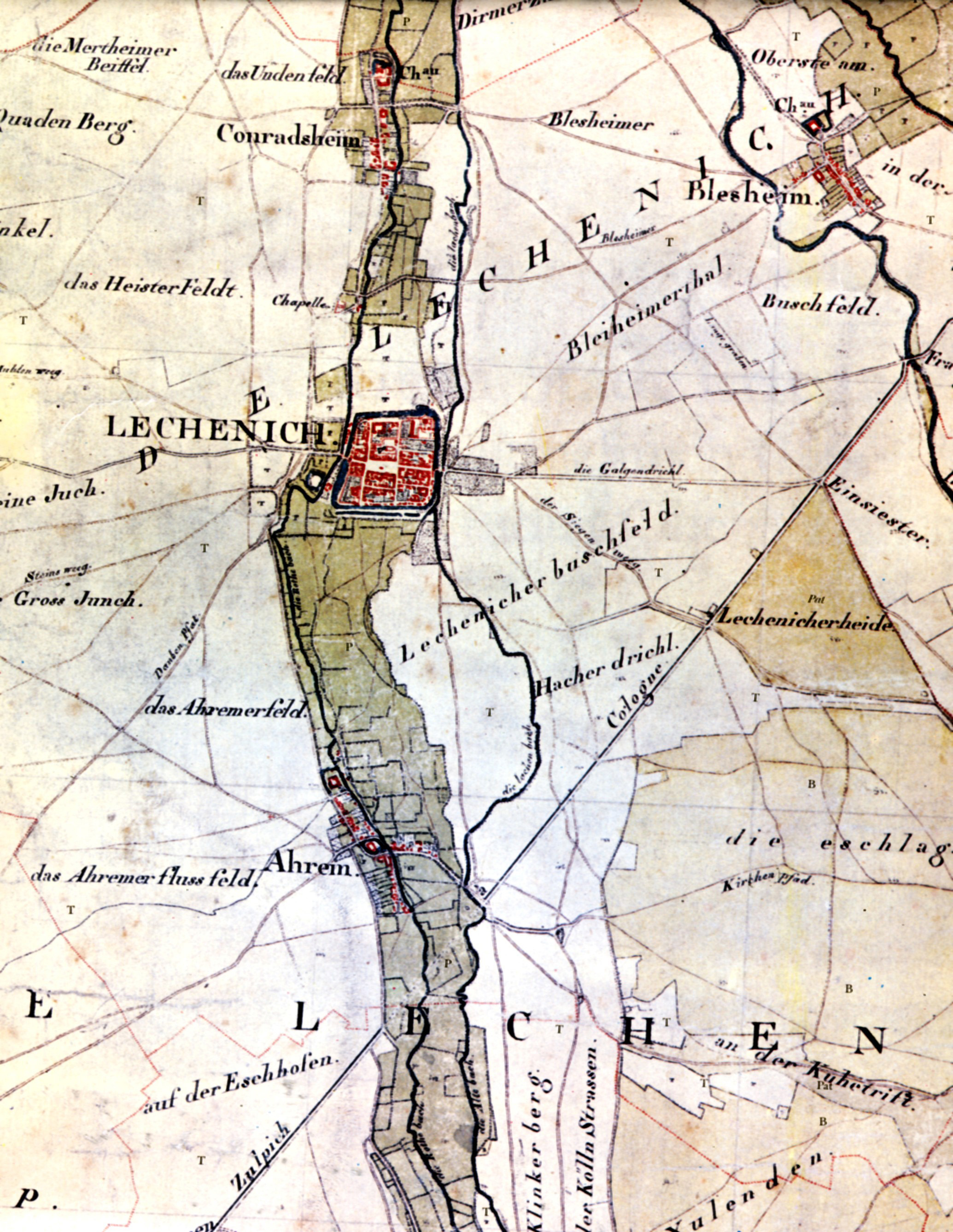
Situation bei Lechenich Tranchot-Karte 1807/8

- Auf dem Gebiet der Stadt Erftstadt führt die Straße durch den Ortskern von Liblar auf der alten Trasse und führt dann hinter Frauenthal als Feldweg an Lechenich vorbei über das Gestüt Römerhof geradlinig hinter Weiler in der Ebene wieder auf die B 265 treffend bis Zülpich (Tolbiacum). Die Übergänge über die Erft bei Frauenthal und den Rotbach bei Ahrem sind nicht mehr sichtbar. Die am Erft- und am Rotbachübergang überpflügten Streckenteile sind aber als deutliche Verfärbungen im Google-Luftbild erkennbar.

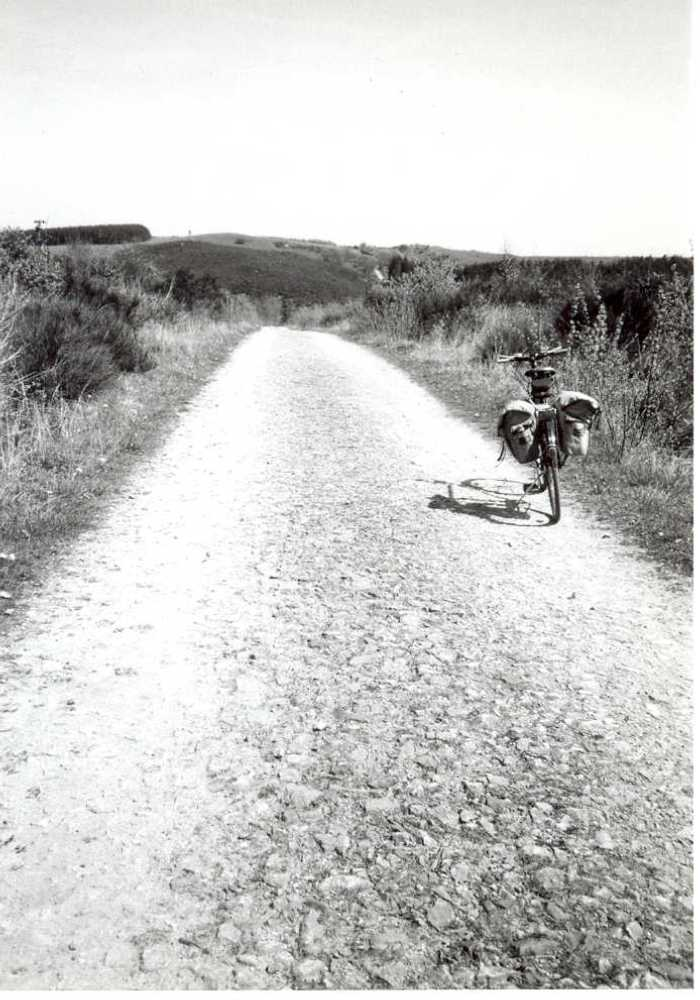
Typisch gradliniger Streckenverlauf

Im digitalen Geländemodell ist die Römerstraße Köln-Trier, hier bei Nettersheim, deutlich erkennbar

- Hinter Zülpich-Hoven führt sie mit einem leichten Linksschwenk wieder gerade als Feldweg (die heutige Straße knickt nach zwei Kilometer rechts nach Merzenich ab) bis ins obere Tal des Rotbachs an der Eickser Mühle.[5] Von dort durch den Eickser Busch nach Hostel. Diese Teilstrecke wird als Römerweg Zülpich–Hostel, Markierung 10 c, vom Eifelverein betreut. (Der erste Abschnitt über die Kreisstraße nach Merzenich wird dabei durch einen Schwenk am Zülpicher See vorbei ersetzt.)[6] In Hostel trifft und überquert er den Krönungsweg Bonn/Andernach – Aachen.

- Der weitere Verlauf ist, bedingt durch das lebhaftere Relief, nicht mehr so gut erkennbar, wird aber meistens schnurgerade gewesen sein.[7] Die Strecke führt, in Teilstücken auch auf der Karte erkennbar, über Schützendorf, Kall, Nettersheim, Marmagen (Marcomagus) (vielleicht Alternativstrecke Blankenheimerdorf) nach Schmidtheim.

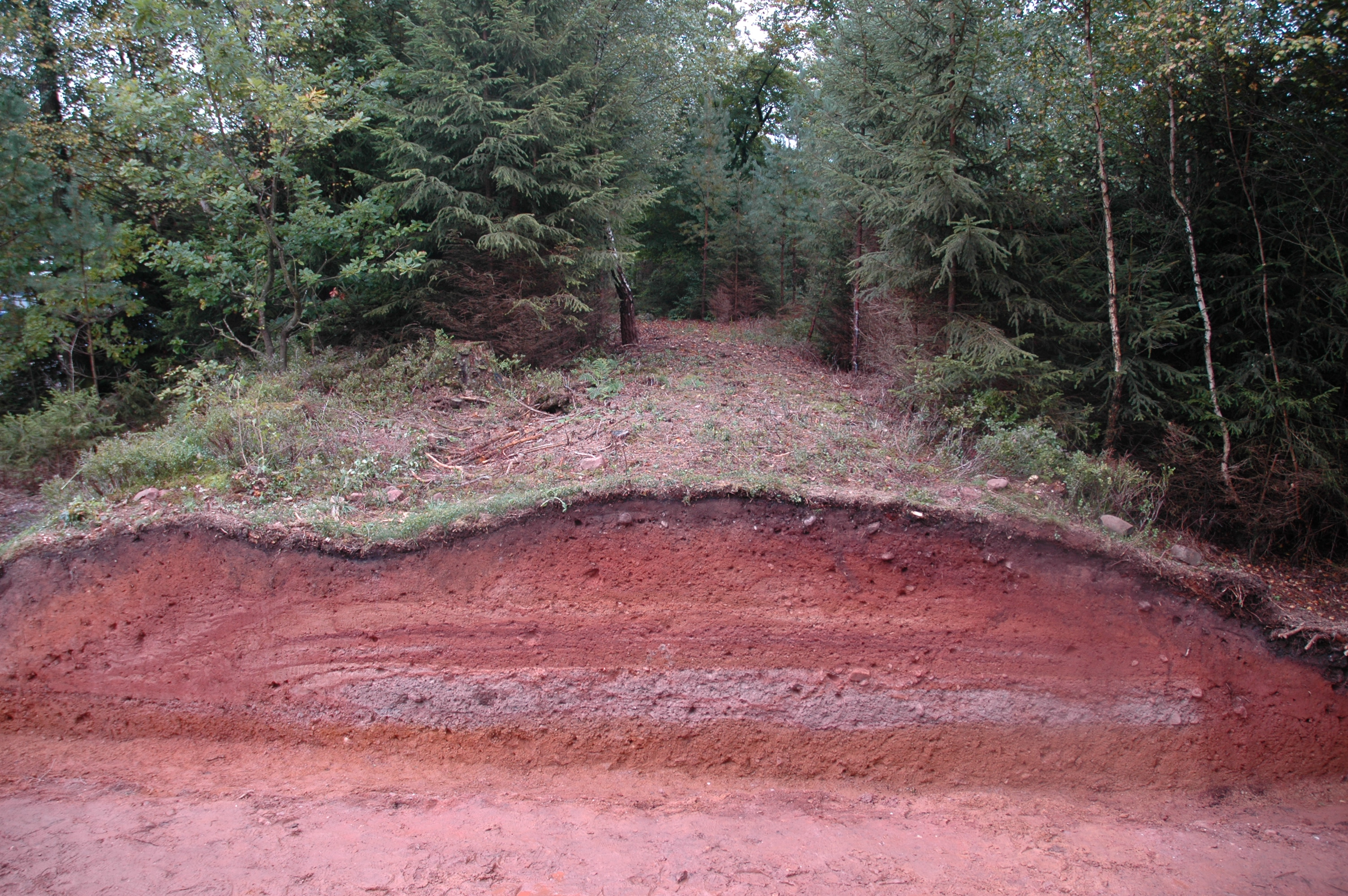
Freigelegtes Profil der Römerstraße am Heidenkopf bei Dahlem

- Ab dort verläuft sie parallel zur Bundesstraße 51, überquert bei Jünkerath (Icorigium) die Kyll, dann nach Gönnersdorf, westlich vorbei an Lissendorf, möglicherweise durch Auel, vorbei an Scheuern, tangiert Oos (heute Stadtteil von Gerolstein[8]) und dann südlich vorbei an Büdesheim. Irgendwo im Bereich der beiden letzten Orte lag das antike Ausava, von dem Oos seinen Namen ableitet,[9] das alte Ausava konnte aber noch nicht gefunden werden.

- Sie führt dann vorbei an Weißenseifen, Neidenbach, Waxbrunnen, Staffelstein nach Bitburg, dem antiken Beda. Im weiteren Verlauf liegt sie mehr oder weniger auf (eigentlich unter) oder seitlich neben der heutigen B 51 über Meilbrück, Helenenberg, Windmühle, Aach-Hohensonne, Neuhaus durch Trier-West bis zur Römerbrücke, stadtseitig von Trier, der antiken Augusta Treverorum.

## Projekte
- Die Stadt Hürth hat in Verbindung mit dem zuständigen Landesbetrieb Straßenbau Nordrhein-Westfalen bei der Anbindung von Querstraßen an die B 265 durch zwei Verkehrskreisel diese so gestaltet, dass über den Kreisel eine nachempfundene Römerstraße mit entsprechendem mediterranem Straßenbegleitgrün und je einer überdimensionierten Stele errichtet wurde, die an die römischen Leugensteine erinnern sollen. Diese sind auch für den schnellen Verkehrsteilnehmer sehr weit sichtbar und werden auch nachts angestrahlt, so dass sie auf die 2000 Jahre alte Straße aufmerksam machen. Von dem kurzen Straßenstück über den Kreisel wurde die zur Colonia weisende Seite mit Steinplatten gepflastert, die andere Seite, so wie in ländlichen Gegenden üblich, mit wassergebundener Decke ausgeführt. In der Nähe des zweiten Kreisels kreuzt die Straße den Verlauf der römischen Eifelwasserleitung (und den Römerkanal-Wanderweg) von Nettersheim nach Köln. Im weiteren Verlauf ist ein Reststück der alten auf der römischen Trasse liegenden napoleonisch-preußischen Chaussee auf der Villenhöhe erhalten und wiederherstellbar, bevor sich die Trasse in den ehemaligen Tagebauen verliert. Beim Abbau der alten Trasse im Bereich der Braunkohlengrube Hürtherberg wurden römische Funde gemacht. In Efferen wurde ein gut erhaltenes, aber schmuckloses Römergrab freigelegt, was an römischen Ausfallstraßen auch zu erwarten war. Ein etwa zugehöriger Vicus ist noch nicht gefunden. Zusammen mit anderen Fundstellen (unter anderen eine Villa rustica im Hürther Tal und einem Gräberfeld zwischen Hans-Böckler-Straße und der auch als Römerstraße erkannten Bonnstraße in Hermülheim mit dort wiederverwendeten Weihesteinen) ist Hürth für das Projekt bereits jetzt gut aufgestellt. In Zukunft ist noch beabsichtigt, auch im rekultivierten Tagebau die Fluchtlinie der alten Straße wieder sichtbar zu machen. Ein Aussichtspunkt in einem Hochspannungsmast in der Nähe bietet sich dafür an. Auf eine abgegrabene statio beneficiarium (Militärischer Straßenposten) auf der Villenhöhe, dem Burgus Villenhöhe,[10] sowie auf ein auf der Tabula Peutingeriana falsch lokalisiertes, aber an der Grenze von Brühl/Hürth sechs Leugen von Köln entfernt an der Römerstraße gelegenes vicus namens M[o]nerica, das jetzt abgegraben ist,[11] kann hingewiesen werden. Die viel befahrene Luxemburger Straße ist beidseitig mit Radwegen ausgebaut. Auch die anderen Fundstellen (am Römerkanal-Wanderweg zum Beispiel) sind in kurzer Entfernung zu Fuß oder mit dem Rad schnell zu erreichen.

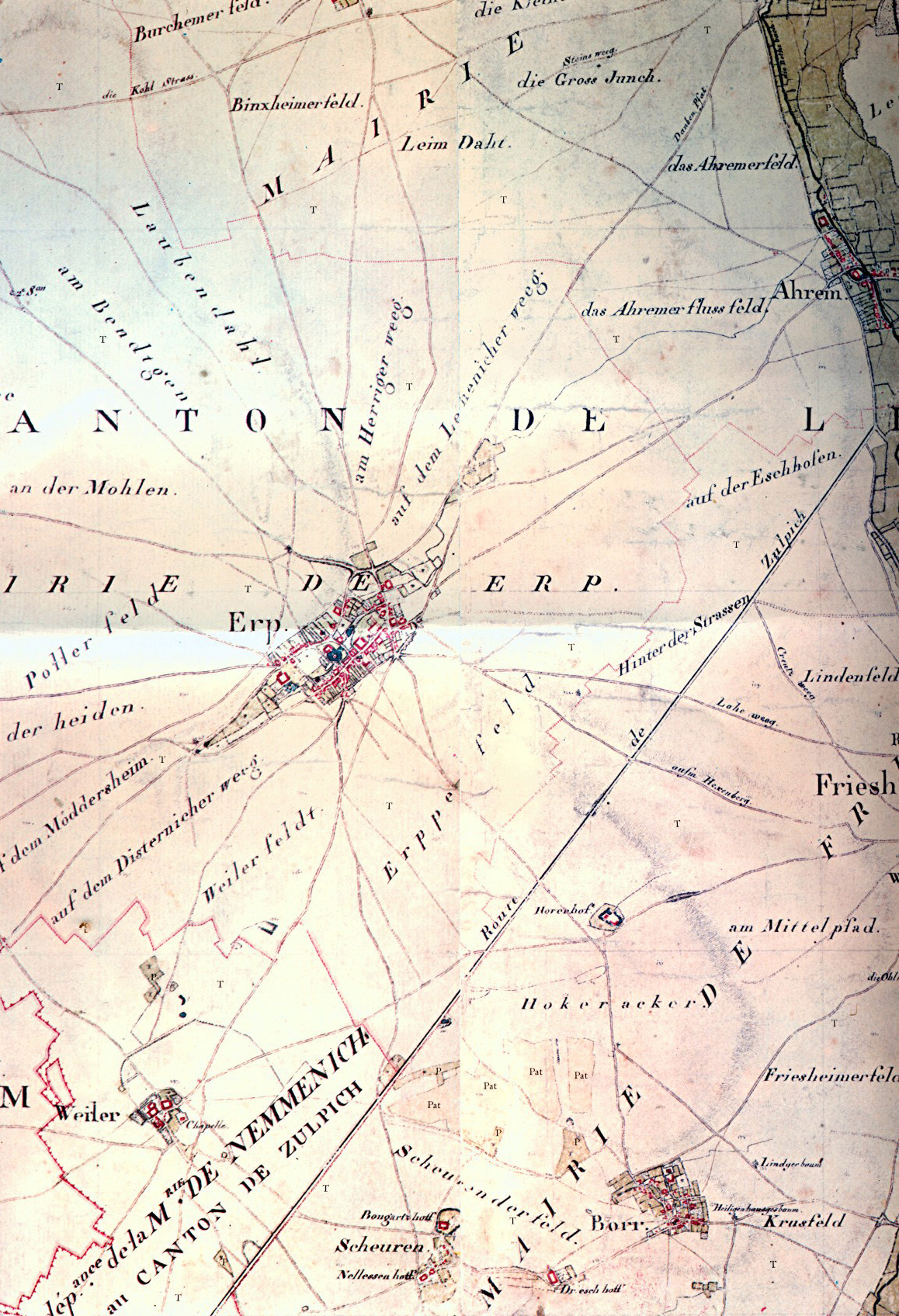
Tranchot Erp

- In Erftstadt sind die Flussübergänge wieder deutlicher erkennbar gemacht und eine im Boden gefundene römische (vermutliche) Straßenstation (Mansio) durch Gabionen sichtbar gemacht und neben der Strecke modellhaft wieder aufgebaut worden, um als Straßenmuseum mit Modellen der historischen Straßen und ihres Zubehörs dienen. Auf eine neben der Straße gefundene Porticusvilla wird durch einen Aufriss hingewiesen.[12] Der beeindruckend geradlinige Verlauf des Feldweges in Fortsetzung der heutigen Carl-Schurz-Straße soll im Bereich Friesheim durch einen Aussichtsturm noch besser überschaubar gemacht werden. Die untergegangenen Trassenteile sollen nach einem preisgekrönten Vorschlag der Planergruppe Oberhausen durch gereihte Anpflanzungen von Kiefern hervorgehoben werden. Auf die Straße und anliegende Sehenswürdigkeiten soll durch einheitliche Stahltafeln hingewiesen werden.[13] Dabei wird zusätzlich mit dem Naturpark Rheinland kooperiert. Die erhaltenen Teile der Straße werden als Bodendenkmal geschützt.

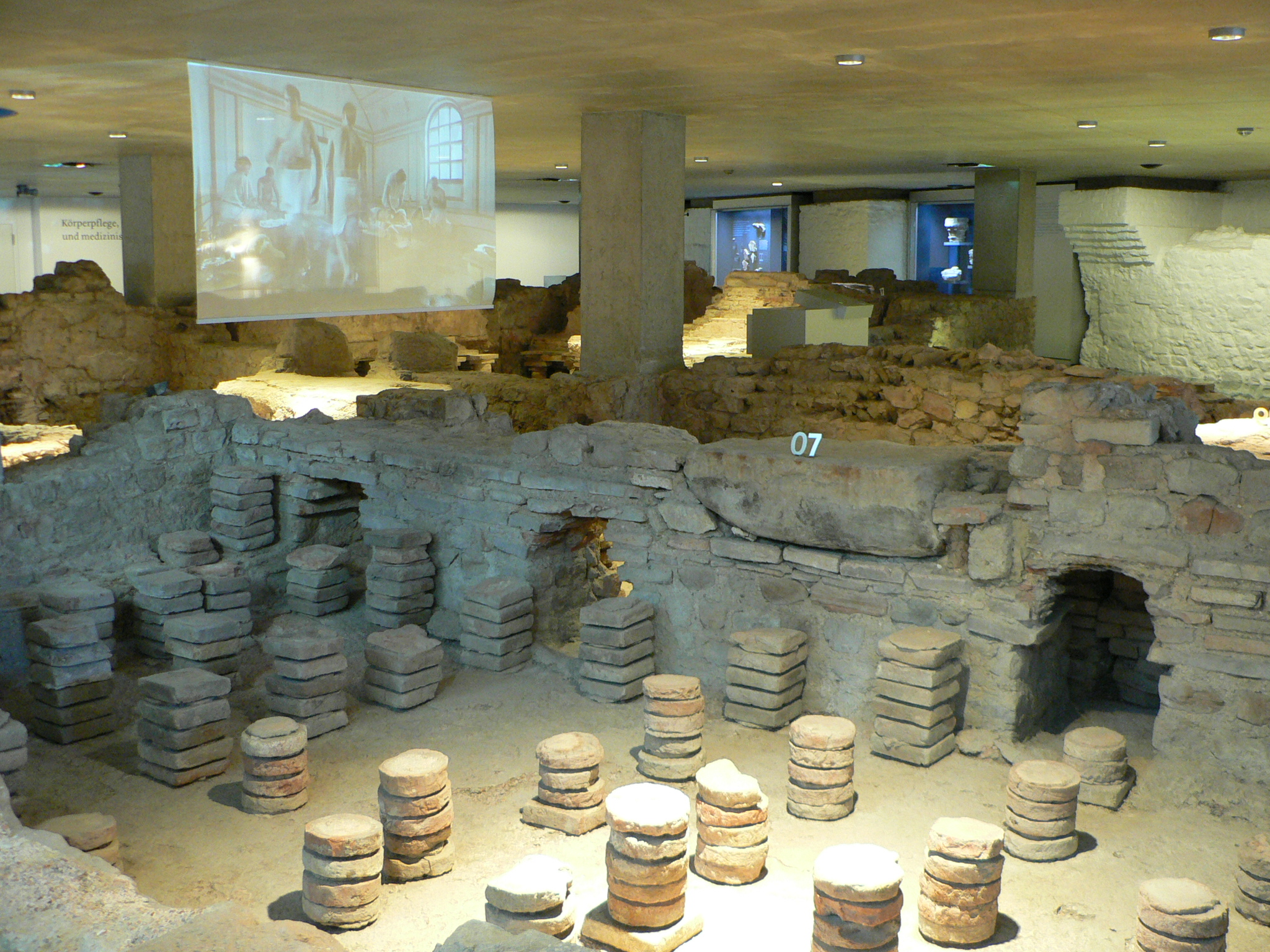
Römerbad Zülpich, Hypokausten

- Zülpich, das sich heute schon als Römerstadt bezeichnet, will die Straße auch dort, wo sie in der Feldflur überackert ist, wieder sichtbar machen und die noch in Nutzung befindlichen Strecken mit Leugensteinkopien hervorheben. Die übrigen bedeutenden Funde wie vor allem das Römerbad, das heutige Museum der Badekultur, werden in die Präsentation einbezogen. Einen besonderen Schub erhofft sich Zülpich für seine Projekte von der 2014 ausgerichteten Landesgartenschau mit den Jahrtausendgärten von der Römerzeit bis heute.
- Mechernich plant die Einbeziehung der beeindruckenden zum Teil rekonstruierten Reste der Eifelwasserleitung in die Präsentation. Dazu einen Aussichtspunkt am Ende der gradlinigen Trasse an der Grenze zu Keldenich (Kall). Auch ein noch nicht bestimmter Erdhügel dort soll untersucht werden.
- Im Bereich der Stadt Kall soll die Trasse im Wald und im Königsfeldertal und Urfttal erst wieder freigeschlagen und zugänglich gemacht werde.
- Nettersheim sieht sich zuständig für den südlichen Abschnitt des Urftüberganges und den bisher nur im Luftbild erkennbaren Streckenteil von dort bis zur Görresburg, der bis zur Stadtgrenze von Blankenheim topographisch aufgenommen und unter Schutz gestellt werden soll. Im nahen Naturschutzzentrum Eifel soll eine Abteilung Agrippa-Straße eingerichtet werden.
- In Blankenheim soll ein 100 m langes Teilstück im Rahmen des Wanderweges zum Tiergartentunnel wiederhergestellt werden. Dazu soll auf die römische Villa rustica in Blankenheim, die teilweise wieder sichtbar gemacht werden soll, hingewiesen werden.
- Auch in Dahlem soll ein Teilstück an den Heidenköpfen wieder freigeschlagen werden und die Straße am Vierherrenstein als bis heute bestehende Grenze zwischen den Gemarkungen dargestellt werden.[14]